# Bezymjanny (Jakoetië)
Bezymjanny (Russisch: Безымянный; "naamloos") is een voormalige nederzetting met stedelijk karakter in de gorodskoje poselenieje van Tommot binnen de oeloes Aldanski van de Russische autonome republiek Jakoetië. De plaats is sinds de volkstelling van 2010 onbewoond.

## Geografie
Het dorp lag in het noorden van het Hoogland van Aldan ten noorden van het beekje Bezymjanny en nabij de rechteroever van de rivier de Koeroeng (zijrivier van de Elkon, stroomgebied van de Lena). Bezymjanny lag op 112 kilometer ten oosten van het oeloescentrum Aldan en hemelsbreed op 400 kilometer ten zuidzuidwesten van Jakoetsk. Het is door een weg verbonden met Tommot.

## Geschiedenis
De plaats ontstond in 1953 bij de ontginning van de flogopietafzettingen door de mijn Elkonka. Het dorp Elkonka lag 1,5 kilometer westelijker. In 1963 werd een sovjet gevormd in Elkonka. In 1981 werd Elkonka samengevoegd met Bezymjanny tot een nederzetting met stedelijk karakter. Er bevonden zich toen onder andere een school, spaarbank, brandweer, een winkel, stolovaja en een club. Na verloop van tijd werden de mijnen gesloten en werd het 14 kilometer zuidwestelijker gelegen dorp Zaretsjny samengevoegd met Bezymjanny. De bevolking trok weg en Elkonka en Zaretsjny verdwenen van de kaart. In Bezymjanny bleven na het uiteenvallen van de Sovjet-Unie alleen ouderen achter. Besloten werd vervolgens om de plaats op te heffen. Er komen nu alleen nog van tijd tot tijd geologen en goudzoekers die in de metallurgische fabriek werken.

## Bevolkingsontwikkeling
|                                   |
| Data afkomstig van volkstellingen |